# Julien Tourtoulou
Pas d'image ? Cliquez ici

a Compétitions nationales et continentales officielles uniquement.

b Matchs officiels uniquement.
Julien Tourtoulou, né le 5 novembre 1983, est un joueur international espagnol de rugby à XV évoluant aux postes de troisième ligne aile ou de troisième ligne centre à Colomiers Rugby puis à l'US Quillan.

## Biographie
Julien Tourtoulou est un joueur international espagnol de rugby à XV, né le 5 novembre 1983 à Foix.
Il fait son premier match international avec l'équipe d'Espagne le 15 août 2007 contre l'équipe du Chili.

## Statistiques en équipe nationale
- 10 sélections
- 5 points (1 essai)

## Palmarès
- Vainqueur du Championnat de France de 1re division fédérale en 2008 avec l'US Colomiers.